# Stylidium schizanthum
Stylidium schizanthum är en tvåhjärtbladig växtart som beskrevs av Ferdinand von Mueller. Stylidium schizanthum ingår i släktet Stylidium och familjen Stylidiaceae. Inga underarter finns listade i Catalogue of Life.